# ASIC
Un ASIC (prescurtare din engleză : Application Specific Integrated Circuit) este un circuit integrat special produs pentru o anumită aplicație, civilă sau militară, cu alte cuvinte "specializat". În general, acest tip de circuite grupează un număr mare de funcțiuni unice, create pe măsură conform cerințelor concrete. Un exemplu tipic din domeniul militar sunt acele cipuri dintr-o rachetă sau un satelit care prelucrează imagini în "timp real".

## Avantaje și dezavantaje
Avantajele integrării mai multor funcțiuni pe un singur circuit sunt reducerea costurilor de fabricație (în condiții de serie mare) și mărirea fiabilității. (Alternativa ar fi realizarea unei plăci cu circuite logice standard, în engleză: off the shelf, de genul cipului 7400.) Inconveniențele ASIC-urilor sunt costul de concepție și proiectare ridicat sau chiar foarte ridicat (în special pentru fabricarea măștilor de gravură) precum și durata de concepție de mai multe luni sau chiar ani.

## Câteva detalii
În anii 1970-1980 procesul tehnologic consista în desenarea "manuală" a modelelor de circuite, desenul servind apoi la fabricarea măștilor printr-un procedeu fotografic. În epoca actuală un nou circuit electronic de tip ASIC se programează într-un "limbaj de descriere hardware" (VHDL, Verilog sau mai modern System C), urmat de o "sinteză" pentru a produce desenul măștii în mod automat. Aceleași limbaje de descriere se utilizează și pentru realizarea prototipurilor și preseriilor de ASIC-uri cu circuite logice programabile (FPGA).
Datorită costului inițial ridicat producția de ASIC-uri este recomandată pentru mari volume (> 100.000 de unități pe an), la care costurile de proiectare se pot amortiza și care nu sunt foarte dependente de timpul de lansare pe piață (engleză: Time To Market, TTM). O excepție o reprezintă cazurile în care clientul comandă și plătește funcționalitatea "pe măsură", dorită, chiar dacă volumul de fabricație este mic.
Unele ASIC-uri foarte complexe sunt denumite SoC (engleză: system-on-a-Chip, „sistem pe o singură plăcuță de siliciu”). Acestea pot integra un miez de procesor (sau chiar mai multe), interfețe, memorii etc., însumând mai multe milioane de porți logice și asigurând un nivel de funcționalitate echivalent de exemplu cu cel al unei plăci de bază de calculator.